# Боб Дилън
 Робърт Алън Цимерман, познат с артистичния си псевдоним Боб Дилън (на английски: Bob Dylan), е певец, музикант, композитор, актьор, поет и сценарист.
Роден е в Дълют, Минесота САЩ на 24 май 1941 г. Носител е на Нобелова награда за литература за 2016 г.
Боб Дилън е американската фигура оказала най-голямо влияние в поп музиката. Голяма част от най-популярните му произведения са създадени през 60-те години на 20 век, когато той се превръща в една от знаковите фигури на общественото недоволство в Съединените щати. Някои от песните му, като „Blowin' in the Wind“ и „The Times They Are a-Changin'“ се превръщат в химни както на движението за граждански права, така и на антивоенното движение.
Дилън прави революция в писането на поп песни, като използва по-откровени и дълги текстове, често определяни като поеми. Ранната поезия на Дилън включва много политически, социални и философски елементи, които са част от контракултурата, преживяваща нов разцвет през този период. Разширявайки съществуващите жанрове, Боб Дилън включва в музиката си елементи на различни стилове, като фолк, блус, кънтри, госпъл, рокендрол, рокабили и дори джаз и суинг.
Боб Дилън обикновено изпълнява песните си, свирейки на китара, пиано или хармоника. Заедно с група с много променлив състав, от началото на 80-те години той изнася концерти на различни места под общия надслов „Безкрайно турне“. Макар постиженията му като музикален изпълнител да са основни за кариерата му, обикновено се приема, че най-значимият му принос са създадените от него песни.
По време на продължителната си кариера Боб Дилън получава множество награди и отличия – Грами, Златен глобус, Оскар, включен е в Залата на славата на рокендрола. Класация на списание „Ролинг Стоун“ го определя като вторият по значение изпълнител в историята на популярната музика след Бийтълс.
През май 2016 г. излиза 37-ият студиен албум на Дилън, Fallen Angels.

## Биография

### Произход и младежки години
Робърт Алън Цимерман (с еврейско име Шабтай Зисел бен Авраам) е роден на 24 май 1941 година в болницата „Сейнт Мери“ в град Дълют, Минесота, и израства в родния си град и в близкия Хибинг. Родителите на баща му, Цигман и Ана Цимерман, емигрират от Одеса през 1905 година, бягайки от антисемитските погроми в Руската империя, а родителите на майка му, Вениамин и Люба Еделщайн, също евреи от Руската империя, емигрират през 1902 година от Литва. В своята автобиография „Chronicles: Volume One“ Дилън пише, че моминското име на баба му по майчина линия е киргизко, а семейството ѝ произлиза от Цариград.
Родителите на Дилън, Ейбрам Цимерман и Беатрис Стоун, са част от местната малка, но сплотена, еврейска общност. Семейството живее в Дълют до 1947 година, когато бащата заболява от полиомиелит, след което се преместват в Хибинг, родния град на майката, където Дилън прекарва остатъка от детството си. През тези години той прекарва дълго време в слушане на радио – първоначално на блус и кънтри, а по-късно и на ранния рокендрол. В гимназията участва в няколко групи. Шадоу Бластърс просъществува за кратко, но следващата, Голдън Кордс, е по-трайна и свири кавър версии на популярни песни. През 1959 година Дилън вижда Бъди Холи на живо по време на негово турне. През същата година на два пъти акомпанира на пиано изпълнения на Боби Вий, като използва псевдонима Елстън Гън.
През септември 1959 година Цимерман се премества в Минеаполис и се записва в Университета на Минесота. Първоначалното му увлечение към рокендрола отстъпва място на интерес към народната музика. Скоро започва да пее в местното кафе „10 O'clock Scholar“ и става активен участник във фолк сцената в Динкитаун. По това време започва да използва и псевдонима Боб Дилън.

### 60-те години

#### Преместване в Ню Йорк
Дилън прекъсва обучението си в университета в края на първата година и през януари 1961 година се премества в Ню Йорк, където се надява да свири и да се срещне с музикалния си идол Уди Гътри, болен от болестта на Хънтингтън. По-късно Дилън пише, описвайки влиянието на Гътри: „Самите му песни съдържаха безкрайна човечност… беше истинският глас на американския дух. Казвах си, че ще стана най-добрият ученик на Гътри.“ Освен че посещава Гътри в болницата, Дилън се сприятелява с неговия последовател и изпълнител на много от песните му Рамблин Джак Елиът.
От февруари 1961 година Дилън свири в различни клубове в Гринич Вилидж, а през септември вече получава по-широко признание, като в „Ню Йорк Таймс“ е публикувана положителна критика на Робърт Шелтън. По това време свири на хармоника в едноименния трети албум на фолк певицата Керълин Хестър, като привлича вниманието на продуцента Джон Хамънд. През октомври Хамънд подписва договор с Дилън за компанията Кълъмбия Рекърдс и през 1962 година излиза първият му албум „Bob Dylan“. Той включва популярни фолк, блус и госпъл песни, както и две оригинални композиции. Албумът не прави голямо впечатление, като през първата година са продадени само 5 хиляди копия, които едва покриват разходите по издаването. В Кълъмбия Рекърдс някои наричат Дилън „прищявката на Хамънд“ и предлагат договорът с него да бъде прекратен, но Хамънд се противопоставя енергично. В подкрепа на Дилън се изказва и Джони Кеш. Докато работи за Кълъмбия Рекърдс, Дилън записва и няколко песни под псевдонима Блайнд Бой Грънт за Броудсайд Магазин, списание и музикален издател на фолк музика.
През 1962 година Дилън предприема две важни за кариерата си стъпки. Той официално променя името си на Робърт Дилън и подписва договор Албърт Гросман, който остава негов мениджър до 1970 година. Гросман е известен с конфликтния си характер и с пламенната лоялност към своя основен клиент. По-късно Дилън го описва така: „Той беше малко от типа на полковник Том Паркър – … можеше да подушиш, когато се приближава.“ Поради търкания между Гросман и Хамънд, вторият албум на Дилън е продуциран от младия джаз продуцент Том Уилсън.
От декември 1962 година до януари 1963 година Боб Дилън прави първото си пътуване във Великобритания. Той е поканен от режисьора Филип Савил да участва в телевизионната пиеса на Би Би Си „Лудница на Касъл Стрийт“. В края на пиесата Дилън изпълнява песента си „Blowin' in the Wind“, едно от нейните първи изпълнения пред широка публика. По време на престоя си той има участия в някои лондонски фолк клубове и научава нови песни от местни изпълнители, като Мартин Карти.
През май 1963 година, когато излиза вторият му албум „The Freewheelin' Bob Dylan“, Дилън вече започва да си създава име както на певец, така и на автор на песни. Много от песните в този албум са определяни като протестни, вдъхновени донякъде от Гътри и повлияни от увлечението на Пит Сийгър към тематичните песни. „Oxford Town“, например, е язвително описание на историята на Джеймс Мередит, първият чернокож студент в Университета на Мисисипи.
Най-известната песен на Боб Дилън по това време, „Blowin' in the Wind“, частично заема мелодията на народната робска песен „No More Auction Block“, а текстът ѝ критикува общественото и политическо статукво. Песента е записвана в много версии, а в изпълнението на Питър, Пол и Мери става международен хит, ставайки първата от поредица успехи на различни изпълнители с песни на Дилън. „A Hard Rain's a-Gonna Fall“ се основава на народната балада „Lord Randall“ и съдържа завоалирани описания на ядрен апокалипсис. Това засилва нейният отзвук сред публиката, тъй като Карибската криза започва няколко седмици, след като Дилън започва да я изпълнява. Както и „Blowin' in the Wind“, „A Hard Rain's a-Gonna Fall“ бележи едно важно ново направление в популярната музика, смесвайки вдъхновена от потока на съзнанието имажистка лирика с традиционните фолклорни форми.
Докато тематичните песни на Дилън утвърждават репутацията му, „Freewheelin“' включва и смесица от любовни песни и сюрреалистичен блус. Разнообразието на албума впечатлява много слушатели, сред които и членовете на Бийтълс. Джордж Харисън казва: „Ние просто го пускахме, просто го изтъркахме. Съдържанието на текстовете и самият подход – това беше невероятно оригинално и чудесно.“
Грубият нюанс в пеенето на Дилън е дразнещ за много от ранните му слушатели, но е привлекателен за други. Описвайки въздействието на Дилън върху нея и съпруга ѝ, писателката Джойс Каръл Оутс казва: „Когато за пръв път чухме този груб, много млад и видимо нешколуван глас, определено носов, като че ли шкурка може да пее, ефектът беше драматичен и наелекризиращ.“ Много от най-известните ранни песни на Дилън първоначално достигат до публиката чрез по-лесни за възприемане версии на други изпълнители, като Джоун Байез, която се превръща в популяризатор на Дилън, както и в негова любовница. Тя има голям принос за популярността му, като записва някои от ранните му песни и го кани за съвместни изпълнения по време на нейни концерти.
Други изпълнители, издали успешни версии на песните на Дилън в началото на 60-те години са Бърдс, Сони и Шер, Холис, Питър, Пол и Мери, Манфред Ман, Търтълс. Повечето от тях се опитват да включат в изпълненията си поп елементи, докато Байез и самият Дилън изпълняват песните в традиционния фолк стил. Кавър версиите стават толкова многобройни, че телевизията Си Би Ес рекламира Дилън с лозунга „Никой не пее Дилън, както Дилън“.
Песента „Mixed Up Confusion“, записана по време на записите на „Freewheelin'“ с акомпанираща група, е издадена като сингъл, но бързо е оттеглена. За разлика от повечето солови акустични изпълнения в албума, сингълът експериментира с елементи на рокабили. Камерън Кроу го описва като „удивителен поглед към един фолк изпълнител, чиято мисъл се е отнесла към Елвис Пресли и Сън Рекърдс“.

#### Протестни песни и„Another Side“
През май 1963 година Дилън демонстрира шумно политическите си възгледи, като отказва да участва в Шоуто на Ед Съливан. По време на репетициите той е уведомен от служител на телевизията Си Би Ес, че песента, която смята да изпълни, „Talkin' John Birch Paranoid Blues“, е обидна за консервативната организация Джон Бърч Сосайъти и трябва да бъде заменена с някоя друга. В знак на протест срещу цензурата Дилън отказва да се появи в предаването.
По това време Дилън и Байез вече са видни фигури в движението за граждански права и пеят заедно по време на Марша към Вашингтон на 28 август 1963 година. Третият албум на Дилън, „The Times They Are a-Changin'“, е по-политизиран и циничен от предходните. Много от песните са свързани с актуални събития. „Only A Pawn In Their Game“ отразява убийството на активиста на движението за граждански права Медгар Евърс, а „The Lonesome Death of Hattie Carroll“ – убийството на чернокожата барманка Хати Керъл от заможния младеж Уилям Занцингър. Не толкова конкретни, „Ballad of Hollis Brown“ и „North Country Blues“ описват отчаянието от упадъка на земеделските и миньорски общности. Към предимно политическата тематика на албума се добавят и две любовни песни „Boots of Spanish Leather“ и „One Too Many Mornings“.
Към края на 1963 година Дилън започва да се чувства манипулиран и ограничен от фолк движението и протестното движение. Тези настроения са публично демонстрирани, когато малко след убийството на Джон Кенеди получава наградата „Том Пейн“ от организацията Нешънъл Имърджънси Сивил Либъртис Комити. На церемонията по нейното връчване опияненият Дилън грубо поставя под въпрос ролята на организацията, определя нейните членове като стари и оплешивяващи и заявява, че вижда по нещо от себе си и от всеки друг в предполагаемия убиец на Кенеди Лий Харви Осуалд.
Албумът „Another Side of Bob Dylan“, записан за една юнска вечер през 1964 година, носи по-леко настроение от предходния. Сюрреалистичният и насмешлив Дилън се завръща в „I Shall Be Free No. 10“ и „Motorpsycho Nightmare“. „Spanish Harlem Incident“ и „To Ramona“ са романтични и страстни любовни песни, а „Black Crow Blues“ и „I Don't Believe You (She Acts Like We Never Have Met)“ предвещават предстаящото завладяване на Дилъновата музика от рокендрола. „It Ain't Me Babe“, привидно песен за отблъсната любов, е разглеждана и като отхвърляне на ролята, която репутацията на Дилън му налага. Новите насоки в работата му са маркирани от две дълги песни – импресионистичната „Chimes of Freedom“, която вмъква елементи на социална критика върху по-плътен метафоричен фон в стил, характеризиран по-късно от Алън Гинсбърг като „вериги от бляскави образи“, и „My Back Pages“, която отхвърля опростенчеството и прекалената сериозност на някои от неговите собствени по-ранни песни и изглежда предсказва бъдещите остри критики на много негови бивши последователи, разочаровани от променените му възгледи.
През втората половина на 1964 и през 1965 година външният вид и музикалният стил на Боб Дилън се променят бързо, като от водещ съвременен автор на фолк сцената той се превръща във фолк рок поп звезда. Мърлявите му джинси и работни ризи са заменени от гардероб в стила на „Карнаби Стрийт“, слънчеви очила през цялото денонощие и заострени бийтъл-ботуши. Един лондонски репортер пише: „Коса, която застрашава зъбите на гребена. Ярка риза, която би засенчила неоновите светлини на „Лестър Скуеър“. Изглежда като недохранено какаду.“ Освен това Дилън започва да спори по все по-сюрреалистичен начин с интервюиращите го журналисти. Така на въпрос за негово предстоящо участие във филм, зададен му в телевизионно предаване, той казва, че филмът е каубойски хорър. Запитан дали играе каубоя, Дилън отговаря: „Не, играя майка ми“.

### Нобелова награда за литература
През октомври 2016 г. Дилън е удостоен с Нобелова награда за литература. Аргументацията на комитета е, че Дилън е „създал нов поетически израз в рамките на голямата американска песенна традиция“. Реакциите са противоречиви, от почуда, до възторжено одобрение. Самият Дилън дълго време не реагира официално и дори не отговаря на Нобеловия комитет, но в крайна сметка изразява благодарността си. В средата на ноември 2016 г. в официално писмо до Нобеловия комитет той съобщава, че няма да присъства на церемонията по награждаването. Изпраща обаче речта си, която е прочетена вместо него от Азита Раджи (Azita Raji), посланик на САЩ в Швеция. Изпълнението на Пати Смит на „A Hard Rain's a-Gonna Fall“ трогва публиката до сълзи.
Боб Дилън е вторият човек в историята, отличен едновременно с Нобелова награда и Оскар (първият е Бърнард Шоу).

## Дискография
- Bob Dylan (1962)
- The Freewheelin' Bob Dylan (1963)
- The Times They Are a-Changin' (1964)
- Another Side of Bob Dylan (1964)
- Bringing It All Back Home (1965)
- Highway 61 Revisited (1965)
- Blonde on Blonde] (1966)
- John Wesley Harding (1967)
- Bob Dylan's Greatest Hits (1967)
- Nashville Skyline (1969)
- Self Portrait (1970)
- New Morning (1970)
- Bob Dylan's Greatest Hits Vol. II (1971)
- Pat Garrett & Billy the Kid (1973)
- Dylan (1973)
- Planet Waves (1974)
- Before the Flood (1974)
- Blood on the Tracks (1975)
- The Basement Tapes (1975)
- Desire (1976)
- Hard Rain (1976)
- Street Legal (1978)
- Masterpieces (1978)
- Slow Train Coming (1979)
- Bob Dylan at Budokan (1979)
- Saved (1980)
- Shot of Love (1981)
- Infidels (1983)
- Real Live (1984)
- Empire Burlesque (1985)
- Biograph (1985)
- Knocked Out Loaded (1986)
- Down in the Groove (1988)
- Oh Mercy (1989)
- Dylan & The Dead (1989)
- Under the Red Sky (1990)
- The Bootleg Series, Vols. 1 – 3: Rare And Unreleased, 1961 – 1991 (1991)
- Good as I Been to You (1992)
- World Gone Wrong (1993)
- The 30th Anniversary Concert Celebration (1993)
- Bob Dylan's Greatest Hits Volume 3 (1994)
- MTV Unplugged (1995)
- Time Out of Mind (1997)
- The Best of Bob Dylan, Vol. 1 (1997)
- The Bootleg Series Vol. 4: Bob Dylan Live 1966, The „Royal Albert Hall“ Concert (1998)
- The Best of Bob Dylan, Vol. 2 (2000)
- The Essential Bob Dylan (2000)
- Love and Theft (2001)
- Live 1961 – 2000: Thirty-Nine Years of Great Concert Performances (2001)
- The Bootleg Series Vol. 5: Bob Dylan Live 1975, The Rolling Thunder Revue (2002)
- The Bootleg Series Vol. 6: Bob Dylan Live 1964, Concert at Philharmonic Hall (2004)
- The Bootleg Series Vol. 7: No Direction Home: The Soundtrack (2005)
- The Best of Bob Dylan (2005)
- Live at the Gaslight 1962 (2005)
- Live at Carnegie Hall 1963 (2005)
- Modern Times (2006)
- Dylan (2007)
- Together Through Life (2009)
- Christmas in the Heart (2009)
- Tempest (2012)
- Shadows in the Night (2015)
- Fallen Angels (2016)
- Triplicate (2017)
- Rough and Rowdy Ways (2020)
- Shadow Kingdom (2023)